# كتاب الأرض

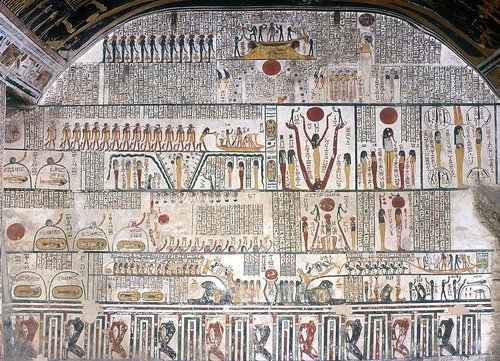
كتاب الأرض في مقبرة 9 في وادي الملوك

كتاب الأرض عبارة عن نص جنائزي مصري قديم كان يطلق عليه العديد من الأسماء مثل «خلق قرص الشمس» و "كتاب أقر"، يظهر الكتاب في المقام الأول على مقابر مرنبتاح وتوسرت ورعمسيس الثالث ورمسيس السادس ورمسيس السابع، وهو وبمثابة النظير لكتاب المغارات.
الشخصيات الرئيسية في القصة هي أوزوريس، رع والروح با، في حين أن الحبكة الرئيسية هي الرحلة التي تستغرقها الشمس خلال إله الأرض أقر.